# Estado Burguês
Estado Burguês, na teoria marxista é aquele através do qual a burguesia exerce o poder político através de uma determinada combinação de instituições políticas, além de ser a classe dominante na sociedade.
A expressão "Estado Burguês" costuma referir-se aos Estados das economias capitalistas modernas, posteriores à Revolução Francesa, ou as revoluções burguesas.
Dentro da teoria marxista se pode encontrar os termos Estado Operário, Estado Antigo ou escravocrata e Sociedade Asiática, em contraposição a noção de Estado Burguês.